# Villa Guardia

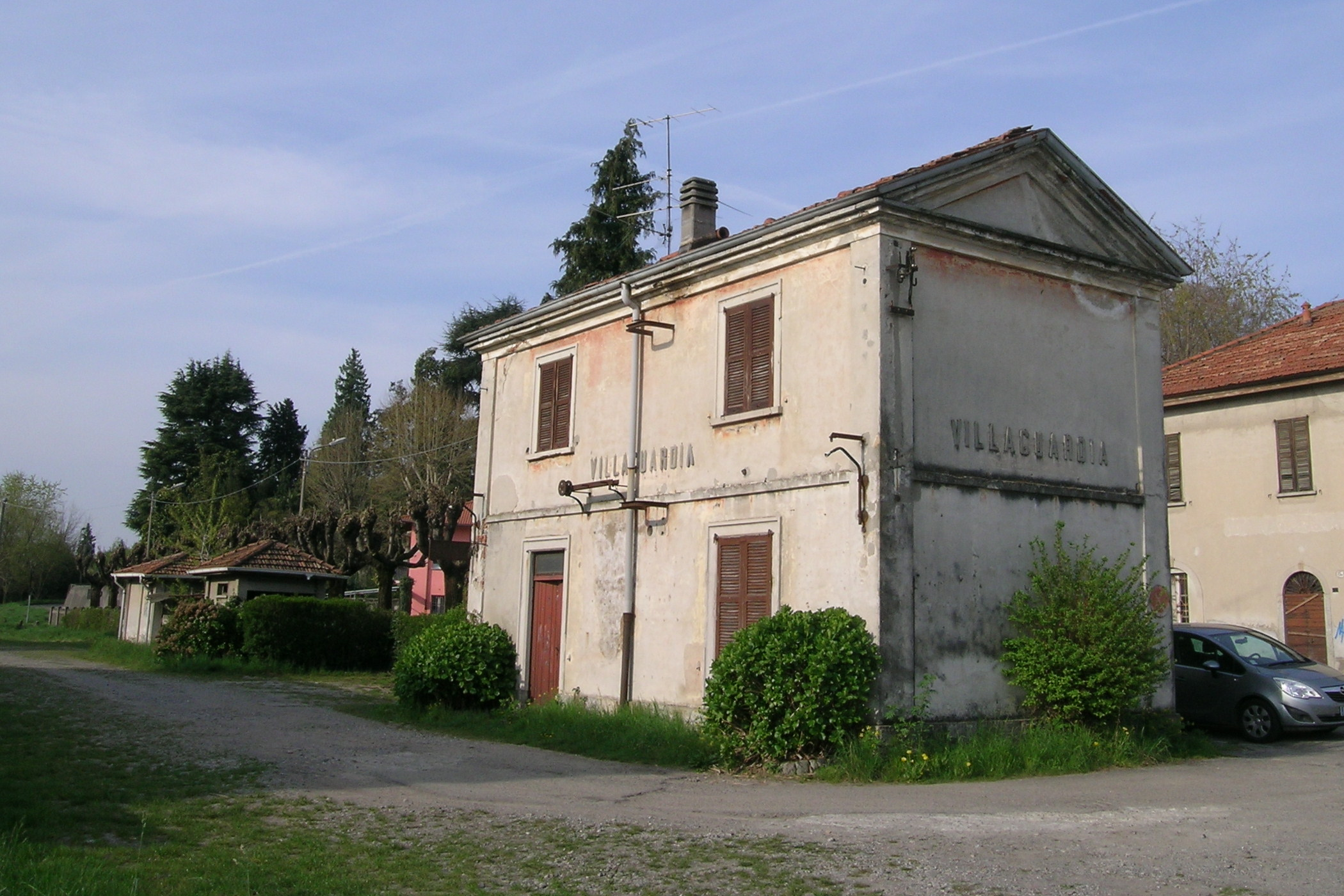
Ehemaliger Bahnhof

Villa Guardia ist eine norditalienische Gemeinde (comune) in der Provinz Como in der Lombardei.

## Lage und Einwohner
Villa Guardia liegt etwa 6,5 Kilometer südwestlich von der Provinzhauptstadt Como und umfasst die Fraktionen Brugo, Civello, Maccio, Masano, Mosino, Sordello, San Vittore, Mazzee, Meraccio, Macciasca, Chiavette und Isolati di Maccio. Die Gemeinde hat 7839 Einwohner (Stand 31. Dezember 2023).
Die Nachbargemeinden sind: Bulgarograsso, Cassina Rizzardi, Colverde, Grandate, Luisago, Lurate Caccivio und Montano Lucino.

## Geschichte
Die Gemeinde wurde durch Gesetz 1928 aus den heutigen Ortsteilen und damaligen Gemeinden Maccio und Civello geschaffen.

## Vereinigungen
- Pro Loco: Präsidentin Romana Galante[2].
- Gruppo Sportivo: Präsidentin Giovanna Tettamanti.
- Musica Insieme: Präsident Giuliano Balbi.
- Lega Italiana per la Lotta contro i Tumori.
- Associazione Nazionale Alpini: Leiter Rudi Bavera[3]
- Associazione Nazionale Carabinieri.
- Associazione Genitori di Villa Guardia.

## Verkehr
Durch die Gemeinde führt die Staatsstraße 342. Der Bahnhof Villa Guardias liegt an der ehemaligen Bahnstrecke Como–Varese (1885–1966).

## Sehenswürdigkeiten
- Pfarrkirche Santa Maria Assunta (1886)[4]
- Alte Pfarrkirche Santa Maria Assunta (1695/1712)[5]
- Pfarrkirche Santi Cosma e Damiano (17. Jahrhundert)[6]
- Villa Greppi (1788/1904)[7]
- Villa Sebregondi (18. Jahrhundert)[8]

## Sport
- Hallenbad und Strandbad
- Turnhalle (Basket, Volleyball, Klettern)
- Fußballplatz
- Tennisplätze